# Famke Janssen
Famke Beumer Janssen (født i Amstelveen 5. november 1964) er en hollandsk skuespillerinde og tidligere model. Hun er bedst kendt for sine roller i James Bond-filmen GoldenEye, tv-serien Nip/Tuck og som «Jean Grey/Phoenix» i X-Men filmene. Janssen er også en UNODC Goodwill Ambassador for Integrity.

## Baggrund

### Tidlige liv og familie
Janssen blev født i Amstelveen i Holland, som den eneste brunette i en familie med blondiner. Hun talte hollandsk og lærte at tale engelsk, tysk og fransk. Hun har to søstre, Antoinette Beumer (filminstruktør) og Marjolein Beumer (også skuespillerinde). Janssen flyttede til USA i 1984 og begyndte at arbejde professionelt som model. Hun arbejdede for Elite Model Management og fik opgaver for Yves Saint-Laurent, Chanel og Victoria's Secret. 
Janssen studerede også litteratur ved Columbia University, før hun flyttede til Los Angeles og påbegyndte sin skuespillerkarriere.

### Personlige liv
Janssen bor i Greenwich Village i New York City. Hun var fra 1995 til 2000 gift med forfatter/filminstruktøren Tod Culpan Williams, søn af arkitekten Tod Williams.

## Skuespillerkarriere
Efter at være flyttet til Californien, fik Janssen sin første rolle, en gæsterolle i episoden "The Perfect Mate" i science-fiction serien Star Trek: The Next Generation og lidt senere i den populære serie Melrose Place. Hendes første filmrolle var sammen med Jeff Goldblum i Fathers & Sons (1992). Samme år fik Janssen tilbud om en rolle i Star Trek: Deep Space Nine, men afslog dette, da hun foretrak at spille med i film. I 1994 spillede hun sammen med Pierce Brosnan i hans første James Bond film, GoldenEye, i rollen som «femme fatale» "Xenia Onatopp".
Janssen spillede superhelten "Dr. Jean Grey/Phoenix" i X-Men, X-Men 2 og X-Men: The Last Stand. Hun medvirkede også i filmene Lord of Illusions, The Faculty, House on Haunted Hill, I Spy (med Owen Wilson og Eddie Murphy), Rounders, Deep Rising og Hide and Seek. I tillæg havde Janssen en fremtrædende rolle i den populære tv-serie Nip/Tuck, som den forførende og manipulerende transseksuelle "Ava Moore".
Janssen har kæmpet mod at få samme type roller, og har været med i Woody Allens film Celebrity, Robert Altmans Gingerbread Man, John Irvins City of Industry, Ted Demmes Monument Ave og blev for nylig belønnet med the Special Jury Best Actress Award ved The 2007 Hamptons Film Festival for sin rolle som den kvindelige billardspiller i Chris Eigemans Turn the River. 
I 2003 fik hun prisen the International Star of the Year; i 2004 vandt hun the Hollywood Life Breakthrough Artist of the Year for sit arbejde i serien Nip/Tuck; og i 2006 fik hun priser ved the Hamptons Film Festival. Samme år takkede hun nej til den kvindelige hovedrolle i Terminator 3: Rise of the Machines.
Den 28. januar 2008 blev Janssen udnævnt som en FN-Goodwill Ambassador for Integrity ved the Second Conference of the States Parties to the United Nations Convention against Corruption, afholdt i Nusa Dua, Bali.

## Priser og nominationer
Listen under er ikke komplet, se Internet Movie Database – Famke Janssen: Awards Arkiveret 3. februar 2009 hos  Wayback Machine
Saturn Award (Academy of Science Fiction, Fantasy & Horror Films, USA)
- 2007 – Vinder – Best Supporting Actress – X-Men: The Last Stand

Hamptons International Film Festival
- 2007 – Vinder – Special Prize – Turn the River
- 2007 – Vinder – Special Recognition: Best Actress – Turn the River
- 2006 – Vinder – Golden Starfish Award for Career Achievement

High Falls Film Festival
- 2006 – Vinder – Susan B. Anthony 'Failure is Impossible' Award

## Filmografi
| År   | Film                                      | Rolle                       | Noter og priser                                  |
| ---- | ----------------------------------------- | --------------------------- | ------------------------------------------------ |
| 1992 | Star Trek: The Next Generation (TV serie) | Kamala                      |                                                  |
| 1992 | Fathers & Sons                            | Kyle Christian              |                                                  |
| 1994 | The Untouchables (TV serie)               | Cleo                        |                                                  |
| 1994 | Melrose Place (TV serie)                  | Diane Adamson               |                                                  |
| 1994 | Model by Day (TV film)                    | Lady X                      |                                                  |
| 1994 | Relentless IV: Ashes to Ashes             | Dr. Sara Lee Jaffee         |                                                  |
| 1995 | GoldenEye                                 | Xenia Sergeyevna Onatopp    |                                                  |
| 1995 | Lord of Illusions                         | Dorothea Swann              |                                                  |
| 1996 | Dead Girl                                 | Treasure                    |                                                  |
| 1997 | City of Industry                          | Rachel Montana              |                                                  |
| 1998 | Monument Ave.                             | Katy                        |                                                  |
| 1998 | The Gingerbread Man                       | Leeanne Magruder            |                                                  |
| 1998 | Deep Rising                               | Trillian St. James          |                                                  |
| 1998 | RPM                                       | Claudia Haggs               |                                                  |
| 1998 | Rounders                                  | Petra                       |                                                  |
| 1998 | Celebrity                                 | Bonnie                      |                                                  |
| 1998 | The Adventures of Sebastian Cole          | Fiona                       |                                                  |
| 1998 | The Faculty                               | Miss Elizabeth Burke        |                                                  |
| 1999 | House on Haunted Hill                     | Evelyn Stockard-Price       |                                                  |
| 2000 | Love & Sex                                | Kate Welles                 |                                                  |
| 2000 | Circus                                    | Lily                        |                                                  |
| 2000 | X-Men                                     | Jean Grey                   |                                                  |
| 2000 | Ally McBeal (TV serie)                    | Jamie                       |                                                  |
| 2001 | Made                                      | Jessica                     |                                                  |
| 2001 | Don't Say a Word                          | Aggie Conrad                |                                                  |
| 2002 | I Spy                                     | Special Agent Rachel Wright |                                                  |
| 2003 | X2                                        | Jean Grey                   |                                                  |
| 2004 | Nip/Tuck (TV serie)                       | Ava Moore                   |                                                  |
| 2004 | Eulogy                                    | Judy Arnolds                |                                                  |
| 2005 | Hide and Seek                             | Katherine                   |                                                  |
| 2006 | X-Men: The Last Stand                     | Jean Grey/Phoenix           | Vandt - Saturn Award for Best Supporting Actress |
| 2006 | The Treatment                             | Allegra Marshall            |                                                  |
| 2007 | The Ten                                   | Gretchen Reigert            |                                                  |
| 2007 | Turn the River                            | Kailey Sullivan             |                                                  |
| 2007 | Winters (TV series)                       | Christie Winters            |                                                  |
| 2008 | The Wackness                              | Kristen Squires             |                                                  |
| 2008 | Taken                                     | Lenore (Lenny)              |                                                  |
| 2008 | 100 Feet                                  | Marnie Watson               |                                                  |
| 2008 | Puppy Love                                | Maya                        |                                                  |
| 2009 | Kiddie Ride                               | Mary                        |                                                  |
| 2009 | The Farm                                  | Valentina Galindo           | Post-produktion                                  |
| 2009 | The Possibility of Fireflies              | Susanna Roma                | Pre-produktion                                   |

2012 Taken 2

## Trivia
- Janssens navn udtales som Fahm-Kuh Yan-Sin. Navnet betyder lille pige på vest-frisisk, det lokale sprog i den hollandske provins Friesland.[kilde mangler]
- Janssen ejer en hund af Boston Terrier-racen med navnet Licorice, som hun ofte rejser sammen med.[4]
- Janssen spillede en mutant i episoden ag Star Trek: The Next Generation som hun var med i, og medvirkede i flere scener sammen med Patrick Stewart. Janssen spillede også mutant senere i X-Men, X-Men 2 og X-Men: The Last Stand, og igen spillede hun sammen med Stewart.[kilde mangler]
- Janssen er den hollandske stemme på the Studio Tram Tour ved alle Disney-parker.[2]